# 원피스: 황금의 대해적 우난
원피스 - 황금의 대해적 우난(ONE PIECE)는 원피스의 극장판 시리즈의 첫 번째 작품이다. 2000년에 개봉하였다.
대한민국에는 ㈜토트엔터테인먼트가 작품을 수입하여 극장 개봉 또는 DVD 출시를 계획하였으나 이루어지지 못하였고, 이후 케이블 TV 채널 투니버스가 현지화를 진행한 한국어 더빙으로 방영하였다.

## 원피스 본편 스토리와의 연관성과 흐름
말 그대로 극장판이기 때문에 스토리와 연관을 지을 필요는 없지만 시기적으로 보면 이스트 블루 스토리 중에서 시롭마을(우솝동료 스토리)후 해상 레스토랑 발라티에(상디와의 만남)도착하기 전 시점으로 보인다.

## 등장인물

### 밀짚모자 일당
- 몽키 D. 루피
- 나미
- 롤로노아 조로
- 우솝

### 극장판 한정 등장인물
- 故 우난(ウーナン)

성우: 노자와 나치, 쿠사오 타케시(소년 시절)/신용우
황금의 대해적이라 불리는 해적으로, 극장판 9기 원피스: 에피소드 오브 쵸파에서 나온 사실에 따르면 현상금은 6000만 베리다. 몇 푼 안 되는 금을 캐는 아버지가 부끄러워 섬에서 나와 해적이 되었다. 그 뒤에 황금을 손에 넣었으나 자신이 정말 얻고 싶었던 것은 황금이 아닌 황금을 추구하는 모험 그 자체였음을 깨닫고, 황금을 모두 원래 주인에게 돌려주었다. 주검은 오랜 벗인 카운티가 만든 무덤에 묻혔다.
- 토비오(トビオ)

성우: 이마이 유카/한채언
우난을 강렬히 동경하는 소년으로, 그가 살아있다고 믿었었다. 엘도라고 밑에서 허드렛일을 하다가 밀짚모자 일당의 전투로 풀려났다. 우난의 진실을 알게 된 뒤 할아버지를 보는 눈을 되돌아보고 다시 꿈을 찾기로 결심했다.
- 카운티(원어로는 간조[岩蔵])

성우(현재): 故 아오노 다케시/손종환
성우(소년 시절): 마츠노 타이키/홍범기
토비오의 할아버지로, 어묵집을 경영하고 있다. 우난과는 고향이 같으며, 어묵 만드는 기술도 우난의 아버지에게서 배웠다. 접객 태도는 좋지 않지만 손님이 해적일지라도 어묵을 대접한다. 어묵의 맛은 뛰어난지 루피의 말로는 '아저씨 어묵은 세계 으뜸'이라고. 가격도 매우 싸다. 그러나 음식값을 치르지 않으려는 상대에게는 전혀 용서하지 않는다. 우난이 해적이 되자고 권유했으나 세계 으뜸의 어묵집이 되는 꿈을 이루려고 우난의 권유를 거절하고 싸움이 벌어진다. 그러던 중 절벽에서 굴러떨어져도 우연히 인근을 지나던 배의 도움을 받아 목숨을 건졌으나 입원 중 우난은 섬을 뛰쳐나갔고 이후 한 번도 만나지 못했다. 우난의 섬 소문을 듣고 다시 한번 그와 만나려고 입혼 어묵을 들고 섬으로 향했다. 고인이었던 우난과의 만나지는 못했지만 그의 전언을 본다. 엘도라고를 격퇴한 밀짚모자 일당을 향한 고마움 때문에 어묵 값을 굳이 받게 하는 외상으로 언젠가 어디선가 재회할 것을 약속하고 밀짚모자 일당을 배웅했다.
- 엘도라고(エルドラゴ)

성우: 우츠미 켄지/시영준
황금에 엄청 집착하는 해적으로, 극장판 9기에 따르면 현상금은 1000만 베리다. 초인계 열매인 소리소리 열매 능력자다. 작품 후반부에서 루피, 조로에게 완전히 당한다. 보물은 나미가 모두 가져갔다.

## 우리말 제작
- 넌리니어 : 심정희, 전완수
- 번역 : 이서린
- 마스터 편집 : 이지혜
- 녹음, 믹싱 : 조일오
- 우리말 연출 : 신길주
- 우리말 제작 : 투니버스